# Filippo I di Hanau-Lichtenberg
Filippo I di Hanau-Lichtenberg (Windecken, 8 novembre 1417 – Ingweiler, 10 maggio 1480) fu conte di Hanau-Lichtenberg.

## Biografia
Federico Casimiro era figlio del conte Reinardo II di Hanau e di sua moglie, la contessa Caterina di Nassau-Beilstein. In origine, data la sua condizione di figlio minore, Filippo era stato destinato alla carriera ecclesiastica, mentre poi lo si trova occupato nella carriera militare per motivi sconosciuti.
Alla morte di suo padre, gli succedette il fratello maggiore di Filippo I, Reinardo III, il quale morì nel 1452 dopo appena un anno di regno. A questo punto si aprì uno scontro notevole tra la Filippo I e la famiglia di suo fratello Reinardo III il quale aveva avuto un figlio, Filippo.

### Problematiche e lotta per la successione
La vedova di Reinardo III avrebbe voluto cambiare la legge vigente nella famiglia di Hanau e concedere il governo della contea a suo figlio, cioè proseguire in linea di primogenitura e non in linea di agnizione maschile. Ovviamente Filippo I si opponeva in quanto questo fatto lo avrebbe automaticamente escluso dal trono e invocava il mantenimento della tradizione che lo avrebbe voluto successore del fratello, scavalcando il nipote Filippo.
La lotta per la successione al torno è relativamente ben documentata nel Hessisches Staatsarchiv di Marburgo. Si sa che nella contea si formarono a questo punto due partiti di governo: uno a favore di Filippo I il Giovane e l'altro a favore di Filippo I il Vecchio. Il figlio di Reihard III, ad ogni modo, aveva solo quattro anni ed era palese che non aveva possibilità di governare in maniera autonoma, ma venne pertanto stabilito in sua vece un tutore nella figura di suo nonno materno, il conte Ottone I del Palatinato-Mosbach. Data questa particolare situazione, per evitare infiltrazioni esterne, Filippo I il Vecchio venne destinato a succedere al trono della contea di Hanau.
Quando però Filippo I il Giovane raggiunse la maggiore età nel 1458 il problema della successione si pose nuovamente in quanto Filippo I il Vecchio non era intenzionato a cedere il trono come da accordi, mentre le madre di Filippo I il Giovane faceva pressione perché il trono passasse al figlio come erede di Reinardo III.

### Il trattato di spartizione
Quando la madre di Filippo il Giovane morì nel 1457, suo nonno Ottone I perse ogni interesse circa l'amministrazione della contea in quanto sentiva di non avere diritti sufficienti per entrare nel merito della reggenza. Filippo il Vecchio addivenne perciò ad un contratto nell'anno successivo col nipote Filippo il Giovane stabilendo che l'antica contea di Hanau venisse suddivisa in due domini indipendenti: la contea di Hanau-Münzenberg, territorialmente più estesa e comprendente la capitale di Hanau, sarebbe andata a Filippo I il Giovane, mentre a Filippo I il Vecchio sarebbe spettato il governo della contea di Hanau-Babenhausen (poi Hanau-Lichtenberg).
Per entrambe le linee, inoltre, venne stabilito il diritto di primogenitura di modo che non vi fossero ingerenze esterne tra le due casate.

### Il governo
Ottenuto il governo della contea di Hanau-Lichtenberg, Filippo I il Vecchio prese residenza nel castello di Babenhausen che fece allargare per ospitare anche la sua famiglia facendovi costruire l'ala est nel 1460.
Militarmente, egli partecipò agli scontri tra Sacro Romano Impero, Francia e Borgogna, schierandosi dalla parte dell'Imperatore Federico III e seguendolo poi in una campagna militare contro i Turchi.
Nel 1480, dopo la morte dello zio di sua moglie, Giacomo di Lichtenberg, deceduto senza eredi, ottenne la signoria sulla città di Lichtenberg cambiando così la denominazione della sua contea in Hanau-Lichtenberg con la quale venne conosciuta nei secoli successivi.

### La morte
Filippo il Vecchio morì il 10 maggio 1480, un giorno dopo essere divenuto conte di Hanau-Lichtenberg, e venne sepolto nella chiesa di San Nicola di Babenhausen ove ancora oggi si trovano il suo epitaffio e quelli della sua famiglia, realizzati in pietra arenaria rossa.

## Matrimonio e figli

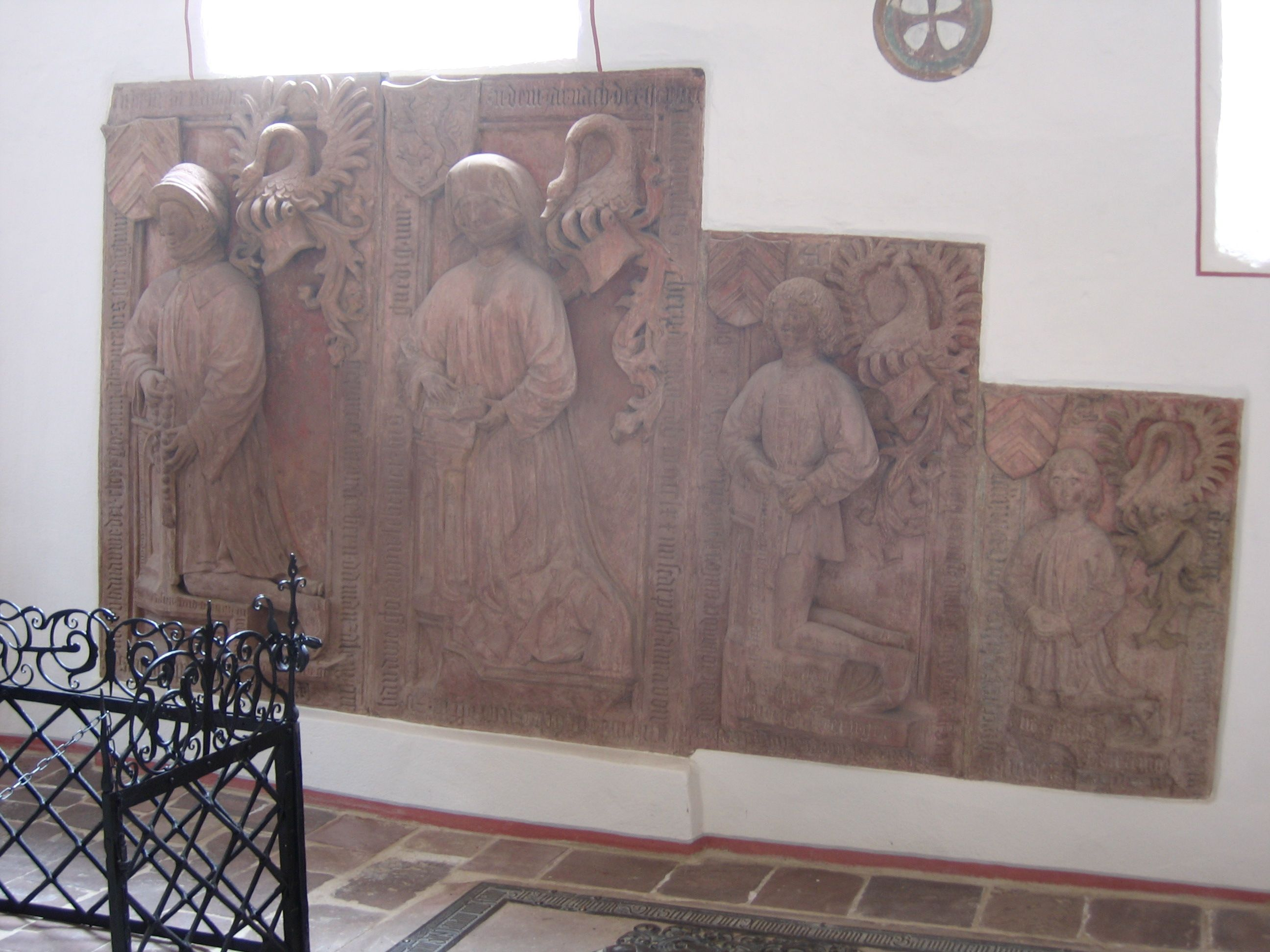
Gli epitaffi di Filippo I il Vecchio e della sua famiglia nella chiesa di San Nicola di Babenhausen

Filippo il Vecchio si sposò il 6 settembre 1458 ad Hanau con Anna di Lichtenberg (25 ottobre 1442 - 24 gennaio 1474), erede della signoria di Lichtenberg. La coppia ebbe i seguenti figli:
- Giovanni (c. 1460 - 4 settembre 1473), sepolto nella chiesa di San Nicola di Babenhausen
- Filippo II
- Margherita (15 maggio 1463, Lichtenberg - 26 maggio 1504), sposata col conte Adolfo III, conte di Nassau-Wiesbaden
- Luigi (23 agosto 1464 - 30 dicembre 1484, Trento)
- Anna (? - 1491), monaca nel convento Marie Nato
- Teodorico (c. 1468 - 25 febbraio 1473), sepolto nella chiesa di San Nicola di Babenhausen
- Alberto (n. prima del 1474 - 24 giugno 1491), sepolto a Buchsweiler

Filippo ebbe inoltre una relazione extraconiugale con una donna di cui non ci è giunto il nome e da cui nacquero altri due figli:
- Giovanni (? - 1463), ecclesiastico
- Reinardo (? - 1512), rettore a Neuweiler